# اویورا سودو
او-یورا سودو (به ژاپنی: お由羅騒動) یک نزاع خانوادگی (او- ایه سودو) در دوره باکوماتسو در قلمروی ساتسوما در مورد جانشینی شیمازو ناری‌اوکی بیست و هفتمین رهبر خاندان شیمازو و دهمین ارباب قلمروی ساتسوما بود. در سال ۱۸۴۹ این درگیری بین طرفداران جانشینی پسر ارشد وی شیمازو ناری‌آکیرا از همسر اصلی وی و پنجمین پسر وی، شیمازو هیسامیتسو از همسر غیراصلی وی اویورا نو کاتا اتفاق افتاد.
نام این نزاع نیز از نام سوکوشیتسو (همسر غیراصلی) شیمازو ناری‌اوکی بنام «او-یورا» که عامل این نزاع شمرده می‌شود، گرفته شده‌است. هر چند که به غیر از وی پدربزرگ ناری‌آکیرا نیز از نوه ارشد خود نفرت داشت و تعداد دیگری از ملازمان این خاندان مانند زوشو هیروساتو نیز از عقاید اقتصادی ناری‌آکیرا واهمه داشتند.
در این درگیری سه نفر از جناح طرفداران ناری‌آکیرا به دستور پدر وی مجبور به هاراکیری شدند و پس از آن ۵۰ نفر دیگر مشمول مجازات هایی مانند تبعید به جزیره و یا حبس خانگی شدند. آکایاما یوکیئه استاد و دوست سایگو تاکاموری یکی از اشخاصی بود که آوریل ۱۸۵۰ مجبور به هاراکیری شد. پیراهن خونین وی به یادگار به سایگو تاکاموری واگذار شد و مرگ استاد اثر عمیقی بر وی گذاشت.  
در ۴ مه سال ۱۸۵۱ شیمازو ناری‌آکیرا خود را بازنشسته کرد و جانشینی را به پسر ارشدش شیمازو ناری‌آکیرا واگذار کرد.